# Galla Gaulo
Galla Gaulo (också känd som Galla Lupanio) var Venedigs femte doge. Han regerade bara mellan 755 och 756, innan också han avsattes och landsförvisades.
När Galla kom till makten fanns det tre tydliga sidor i Venedig, probysantinarna förespråkade en stark doge och nära relationer med det bysantinska riket, profrankerna ville ha nära kontakter med den nya härskardynastin i Gallien, ett rike som var fiender till lombarderna och grekerna, och så fanns också republikanerna som ville bevara så mycket självständighet som möjligt och hålla sig utanför andra rikens inflytelsesfär. Gaulo var förmodligen pro-Frankisk. Motsättningarna i riket gjorde det svårt att styra, och efter knappt ett år på tronen avsattes och landsförvisades Gaulo.